# Вања Илић (рукометаш)
Вања Илић (Београд, 25. фебруар 1993) је српски рукометаш. Игра на позицији левог крила. Његов брат Немања је такође рукометаш.

## Каријера
Илић је прошао млађе категорије Партизана, затим је играо у Синђелићу а пажњу на себе је скренуо играма за ПКБ из Падинске Скеле одакле се у јуну 2011. године вратио у Партизан. Играч београдских црно-белих је био до 2015. године, стигао је до капитенске траке и освојио једну титулу првака Србије и по два Купа и Суперкупа. У лето 2015. године је потписао једногодишњи уговор са екипом Работничког. У августу 2016. се вратио у Партизан, али већ у октобру исте године се враћа у Македонију али овога пута у Металург из Скопља. Након две сезоне у Металургу, у лето 2018. се прикључује шпанском Логроњу, одакле након једне сезоне прелази у француски Шартр.
Био је члан млађих репрезентативних селекција, а први пут позив сениорске репрезентације Србије је добио 2017. године. Са националним тимом је играо на Европском првенству 2018. у Хрватској и на Светском првенству 2019. у Данској.

## Трофеји

### Партизан
- Првенство Србије (1) : 2011/12.
- Куп Србије (2) : 2011/12, 2012/13.
- Суперкуп Србије (2) : 2011, 2012.